# 長由介神社
長由介神社（ながゆけじんじゃ）は、伊勢神宮皇大神宮（内宮）の別宮である瀧原宮の所管社である。本項目では長由介神社に同座する川島神社（かわしまじんじゃ）についても記述する。
瀧原宮の所管社は当社と若宮神社、川島神社の3社あり、3社とも瀧原宮の境内に鎮座する。

## 概要
三重県度会郡大紀町滝原の瀧原宮宮域内に位置し、瀧原宮本宮の右側（東側）に鎮座する。瀧原宮境内の神社は、瀧原宮、瀧原竝宮、若宮神社、長由介神社・川島神社の順に参拝するのが習わしである。

## 長由介神社
長由介神社は、瀧原宮所管社3社のうち第2位である。西向きに鎮座する。「ながゆけ」の音が「長生き」に通じるとして江戸時代には長寿を祈願する参拝者で賑った。『神宮要綱』によれば、社殿は神明造の板葺であり、1重の玉垣と玉垣御門を有し、1基の神明鳥居が建つ。江戸時代には社殿しかなかったという。
祭神は長由介神（ながゆけのかみ）。瀧原宮の御饌を司る神とされる。『大宮町史』では長由介が止由気（＝豊受大神宮、外宮）に類似していることから豊受大神との説があるとしながらも祭神不明とし、補注で『お伊勢まいり』では「長由介神」としている、と解説している。ここで長由介神は豊受大神の分霊である可能性を指摘している。

## 川島神社
瀧原宮所管社3社のうち第3位である。正殿は中絶し、長由介神社に同座する。祭神は川島神（かわしまのかみ）。『大宮町史』では祭神不明とする。
川島神社は寛正以降社地不明となり、摂末社再興が盛んに行われた江戸時代にも不明のまま再興されず、明治時代になり長由介神社と同座させることで再興された。『大神宮儀式解』では瀧原宮南西の瀧川あたりを社地と推定し、神宮文庫所蔵の『瀧原宮宮域之図』では御倉付近に「川島社」と記しているが、社殿は描かれていない。

## 歴史
2社とも創建年代は不明である。建久3年（1192年）の『皇太神宮年中行事』6月23日条に、祭使が並宮（瀧原竝宮）を参拝した後、河島・長由介・天若宮を参拝した旨が記述されているが、これは荒木田氏経が寛正5年（1464年）に加筆したものである。
寛文2年（1662年）より、若宮神社・長由介神社は江戸幕府による神宮式年遷宮の対象となる。また1889年（明治22年）以降は神宮司庁の造営となる。長由介神社は江戸時代まで若宮神社と同じく南向きに鎮座していたが、1874年（明治7年）に西向きに変更され、それまでなかった玉垣・玉垣御門を設置した。またこの際、川島神社を長由介神社に同座させることとした。
長由介神社・川島神社は2014年（平成26年）11月に建て替えられている。それ以前の遷座は1910年（明治43年）5月のことである。

## 交通
- JR紀勢本線滝原駅より徒歩約36分（約1.9km）[8]。列車の本数が少なく、最大2 - 3時間列車が運行されない時間帯があるため、旅行ガイドブックによっては自動車利用を勧めるものもある[9]。
- 三重交通松阪熊野線（旧・南紀特急バス）「瀧原宮前」バス停下車、すぐ[10]。
- 紀勢自動車道大宮大台ICから尾鷲方面へ南下、国道42号経由、約10分（約300m）[10]。100台分の駐車場がある[10]。